# الدو تيكا
الدو تيكا (بالألبانية: Aldo Teqja) (4 مايو 1995 بتيرانا في ألبانيا - ) هو لاعب كرة قدم ألباني في مركز حراسة المرمى. شارك مع منتخب ألبانيا تحت 17 سنة لكرة القدم ومنتخب ألبانيا تحت 19 سنة لكرة القدم ومنتخب ألبانيا تحت 21 سنة لكرة القدم. أما مع النوادي، فقد لعب مع أنورثوسيس فاماغوستا ودينامو تيرانا وElpida Xylofagou ‏.

## وصلات خارجية
- الدو تيكا على موقع الاتحاد الأوربي (الإنجليزية)
- الدو تيكا على موقع قاعدة بيانات كرة القدم.إي يو (الإنجليزية)
- الدو تيكا على موقع Soccerway.com (الإنجليزية)